# لانغلي
لانغلي (واشنطن) (بالإنجليزية: Langley, Washington)‏ هي مدينة تقع في الولايات المتحدة في مقاطعة آيلاند، واشنطن. يقدر عدد سكانها بـ 1,035 نسمة ومساحتها 2.80 كم2 وترتفع عن سطح البحر 0–27.7 متر.

## التركيبة السكانية
قام مكتب تعداد الولايات المتحدة بتحديد بيانات التركيبة السكانية للانغليفي تعداد الولايات المتحدة. في ما يلي، التركيبة السكانية حسب تعدادي 2000 و2010.

### تعداد عام 2000
بلغ عدد سكان لانغفورد 290 نسمة بحسب تعداد عام 2000، وبلغ عدد الأسر 139 أسرة وعدد العائلات 73 عائلة مقيمة في البلدة. في حين سجلت الكثافة السكانية 1,024.4 نسمة لكل ميل مربع (395.5/كم2). وبلغ عدد الوحدات السكنية 163 وحدة بمتوسط كثافة قدره 575.8 نسمة لكل ميل مربع (222.3/كم2).
وتوزع التركيب العرقي للبلدة بنسبة 96.90% من البيض و 3.10% من الأمريكيين الأصليين.
بلغ عدد الأسر 139 أسرة كانت نسبة 21.6% منها لديها أطفال تحت سن الثامنة عشر تعيش معهم، وبلغت نسبة الأزواج القاطنين مع بعضهم البعض 47.5% من أصل المجموع الكلي للأسر، ونسبة 4.3% من الأسر كان لديها معيلات من الإناث دون وجود شريك، وكانت نسبة 46.8% من غير العائلات. تألفت نسبة 44.6% من أصل جميع الأسر من أفراد ونسبة 25.2% كانوا يعيش معهم شخص وحيد يبلغ من العمر 65 عاماً فما فوق. وبلغ متوسط حجم الأسرة المعيشية 2.95، أما متوسط حجم العائلات فبلغ 2.09.
بلغ العمر الوسطي للسكان 44 عاماً. وكانت نسبة 23.4% من القاطنين تحت سن الثامنة عشر، وكانت نسبة 2.4% بين الثامنة عشر والأربعة وعشرون عاماً، ونسبة 25.5% كانت واقعةً في الفئة العمرية ما بين الخامسة والعشرون حتى والأربعة وأربعون عاماً، ونسبة 23.8% كانت ما بين الخامسة والأربعون حتى الرابعة والستون، ونسبة 24.8% كانت ضمن فئة الخامسة والستون عاماً فما فوق. يوجد لكل 100 أنثى 94.6 ذكر، ويوجد لكل 100 أنثى في الثامنة عشر من عمرها فما فوق 88.1 ذكر.
بلغ متوسط دخل الأسرة في البلدة 28,214 دولار، أما متوسط دخل العائلة فبلغ 38,750 دولار. وكان متوسط دخل الذكور 26,458 دولار مقابل 21,667 دولار للإناث. وسجل دخل الفرد الخاص بالبلدة 19,062 دولار. وكانت نسبة 2.7% من العائلات ونسبة 11.3% من السكان تحت خط الفقر، وكان من هؤلاء نسبة 9.5% تحت سن الثامنة عشر ونسبة 10.7% في الخامسة والستين من العمر وما فوق.

### تعداد عام 2010
بلغ عدد سكان لانغلي 1,035 نسمة بحسب تعداد عام 2010، وبلغ عدد الأسر 555 أسرة وعدد العائلات 271 عائلة مقيمة في المدينة. في حين سجلت الكثافة السكانية 958.3 نسمة لكل ميل مربع (370.0/كم2). وبلغ عدد الوحدات السكنية 678 وحدة بمتوسط كثافة قدره 627.8 لكل ميل مربع (242.4/كم2).
وتوزع التركيب العرقي للمدينة بنسبة 94.1% من البيض و 0.6% من الأمريكيين الأصليين و 1.6% من الأمريكيين ذوي الأصول الآسيوية و 0.1% من سكان جزر المحيط الهادئ و 0.1% من الأمريكيين الأفارقة و 2.8% من عرقين مختلطين أو أكثر.
بلغ عدد الأسر 555 أسرة كانت نسبة 16.6% منها لديها أطفال تحت سن الثامنة عشر تعيش معهم، وبلغت نسبة الأزواج القاطنين مع بعضهم البعض 39.1% من أصل المجموع الكلي للأسر، ونسبة 7.6% من الأسر كان لديها معيلات من الإناث دون وجود شريك، بينما كانت نسبة 2.2% من الأسر لديها معيلون من الذكور دون وجود شريكة وكانت نسبة 51.2% من غير العائلات. تألفت نسبة 43.6% من أصل جميع الأسر من أفراد ونسبة 23.6% كانوا يعيش معهم شخص وحيد يبلغ من العمر 65 عاماً فما فوق. وبلغ متوسط حجم الأسرة المعيشية 2.51، أما متوسط حجم العائلات فبلغ 1.86.
بلغ العمر الوسطي للسكان 57 عاماً. وكانت نسبة 14% من القاطنين تحت سن الثامنة عشر، وكانت نسبة 3.4% بين الثامنة عشر والأربعة وعشرون عاماً، ونسبة 14.4% كانت واقعةً في الفئة العمرية ما بين الخامسة والعشرون حتى والأربعة وأربعون عاماً، ونسبة 39.8% كانت ما بين الخامسة والأربعون حتى الرابعة والستون، ونسبة 28.4% كانت ضمن فئة الخامسة والستون عاماً فما فوق. وتوزع التركيب الجنسي للسكان بنسبة 40.9% ذكور و59.1% إناث.